# 高東輝
高東輝（1932年—2012年3月），臺灣屏東縣屏東市人，外科醫師，第二十二屆醫療奉獻獎得主，在恆春鎮行醫多年。

## 生平
1932年，高東輝生於今日的屏東市，為家中獨子。讀台大醫學院期間，娶十七歲的屏東女中學生李正姬為妻。1959年畢業時，婉拒日本藥廠獎學金讓他進修並留在日本執業的機會，也婉拒利比亞更優渥的醫療工作，而是到屏東省立醫院服務，四年後轉往恆春分院，一年半後，在1966年於恆春鎮光明路上自行開業，為當時恆春唯一的私人診所。期間還婉拒出任衛生局。診所高峰期曾進用廿名護理人員，明華園總團長陳勝福年輕時也當過高東輝助手。
當年恆春民風保守，民眾對於疾病認識少，常延誤就醫。高李正姬回憶，有名十七歲少女因肉瘤而大肚子，被鄰居誤會亂搞男女關係，多年躲在家不敢出門，直到高東輝為她開刀取肉瘤才順利嫁人。還有某女因子宮外孕而昏倒，被以為中邪，將她抬到廳堂準備後事，後有人找高東輝緊急開刀，才救回性命。
在高外科診所當過護士的王素利表示，高東輝若午休時病人上門，他照樣看診。為了讓病患安心，高東輝開刀從不收保證金，醫藥費還可以分期付款，若有病患經濟不好，就自行吸收。有人當年無力繳清，廿多年後上門感念恩情。
2012年3月，高東輝在成大醫院離世。

## 身後
在告別式上，身為義子的陳勝福與妻子孫翠鳳分別以兒子、兒媳婦身份出席。去世同年，9月14日，高東輝獲得第二十二屆醫療奉獻獎。
2014年，屏東縣政府出版《恆春仁醫思想起-高東輝醫師傳》、《改變恆春的人-林金源傳》兩人傳記，屏東縣縣長曹啟鴻、陳勝福、高東輝遺孀高李正姬、兒子高甫仁、女兒高雅慧、高佳慧，與林金源家屬等人都出席新書發表會。

## 逸事
高東輝的病患還有難產的母牛、被山豬攻擊的土狗等。
一次，還未成名、手頭拮据的陳達來此求醫，在診間內彈唱民謠《思想起》，作為高東輝不收費用的回報，傳為地方美談。